# Károly Kovács (Fußballspieler)
Károly Kovács (* 12. März 1908 in Szombathely; † 23. Februar 1966 in Nizza) war ein französischer Fußballspieler ungarischer Herkunft.

## Karriere
Der Ungar Kovács unterschrieb 1932 bei Olympique Antibes, um in der neugegründeten Profiliga Division 1 spielen zu können. Auf einen Einsatz in der höchsten französischen Spielklasse musste er allerdings ein Jahr lang warten, da er zuvor bei der ungarischen Armee zu dienen hatte; als er im Verlauf der Spielzeit 1933/34 im Sturm seiner Mannschaft auflief, schaffte er mit 17 Toren jedoch direkt den Sprung unter die besten Torschützen der Liga.
Allerdings konnte er diese Erfolge weder im Jahr darauf bestätigen, noch nachdem er 1936 zum Ligakonkurrenten AS Cannes gewechselt war. Kovács, der nie in die nationale Auswahl seines Heimatlandes berufen worden war, nahm am 30. März 1938 die französische Staatsbürgerschaft an; ein Einsatz im Trikot der Franzosen blieb ihm ebenfalls verwehrt. 1939 beendete er seine Profilaufbahn.